# Lõve jõgi
Lõve jõgi är ett vattendrag i Estland.   Det ligger i landskapet Saaremaa (Ösel), i den västra delen av landet, 160 km sydväst om huvudstaden Tallinn. Lõve jõgi ligger på ön Ösel.